# Home from Home
Home from Home är ett musikalbum av Millencolin. Det gavs ut 11 mars 2002.

## Låtlista
1. "Man or Mouse" - 3:05
2. "Fingers Crossed" - 2:47
3. "Black Eye" - 3:13
4. "Montego" - 3:00
5. "Punk Rock Rebel" - 3:07
6. "Kemp" - 3:26
7. "Botanic Mistress" - 2:11
8. "Happiness for Dogs" - 3:25
9. "Battery Check" - 3:20
10. "Fuel to the Flame" - 1:55
11. "Afghan" - 2:42
12. "Greener Grass" - 2:50
13. "Home from Home" - 2:15

## Listplaceringar
| Lista (2002) | Topplacering |
| ------------ | ------------ |
| Australien   | 3            |
| Frankrike    | 91           |
| Norge        | 36           |
| Nya Zeeland  | 29           |
| Schweiz      | 31           |
| Sverige      | 6            |
| Österrike    | 25           |